# Đường Tây Sông Hậu
Đường Tây Sông Hậu (hay còn được gọi là Quốc lộ 61C) là tuyến đường nối thành phố Vị Thanh thuộc tỉnh Hậu Giang với thành phố Cần Thơ.
Đường Tây Sông Hậu có điểm đầu tại nút giao giữa Quốc lộ 1 với đường dẫn cầu Cần Thơ, điểm cuối giao với Quốc lộ 61, có tổng chiều dài tuyến hơn 47 km, rộng 11,5 m. Quốc lộ 61C đi qua quận Cái Răng, huyện Phong Điền (thành phố Cần Thơ), huyện Châu Thành A, huyện Vị Thủy và thành phố Vị Thanh (tỉnh Hậu Giang).
Đường Tây Sông Hậu hình thành từ dự án nâng cấp tuyến đường Vị Thanh - Cần Thơ, được thiết kế với quy mô 4 làn xe với kinh phí đầu tư giai đoạn đầu gần 3.400 tỷ đồng, được khánh thành ngày 19 tháng 5 năm 2012. Dù đã có quyết định chuyển thành Đường Tây Sông Hậu đến nay tuyến đường này vẫn chưa được bổ sung vào quy hoạch mạng đường bộ quốc gia.